# بورتی
بورتی (به لاتین: Boreti) یک منطقهٔ مسکونی در مونته‌نگرو است که در بودوا واقع شده‌است. بورتی ۳۳۳ نفر جمعیت دارد.